# Ernst Christoph Suttner
Ernst Christoph Suttner (* 4. Oktober 1933 in Regensburg; † 22. Oktober 2024 in Würzburg) war ein deutscher römisch-katholischer Geistlicher und Kirchenhistoriker.

## Leben
Ernst Christoph Suttner studierte am Pontificium Collegium Germanicum et Hungaricum de Urbe und am Collegium Russicum in Rom. Am 5. Juni 1960 empfing er in Rom im byzantinischen Ritus das Sakrament der Priesterweihe für das Bistum Regensburg. Nach zwei Jahren seelsorglicher Tätigkeit ging er 1962 als Assistent am Lehrstuhl für Theologie und Geschichte des christlichen Ostens an die Universität Würzburg. Hier wurde er 1967 zum Dr. theol. promoviert. 1974 habilitierte er sich für das Fach Theologie und Geschichte des christlichen Ostens. Nebenamtlich wirkte Suttner von 1972 bis 1975 als Gefängnisseelsorger. Von 1975 bis 2002 lehrte er als Universitätsprofessor der Patrologie und Ostkirchenkunde an der Universität Wien, wo er um 1984 auch die Funktion des Dekans der Katholisch-Theologischen Fakultät ausübte. Er war Vorstandsmitglied der Stiftung Pro Oriente. Von 1993 bis 1999 war er auch in der deutschsprachigen Seelsorge in Moskau tätig.
Ernst Christoph Suttner veröffentlichte zahlreiche wissenschaftliche Arbeiten und Bücher. Er starb am 22. Oktober 2024 im Alter von 91 Jahren in Würzburg, wo er seit 2011 lebte.

## Ehrungen und Auszeichnungen
Die Abtei Niederaltaich verlieh Ernst Christoph Suttner 1998 den Abt-Emmanuel-Heufelder-Preis. Er ist Ehrendoktor der Universitäten Cluj-Napoca, Arad und Alba Iulia. 2011 wurde er Korrespondierendes Mitglied der philosophisch-historischen Klasse im Ausland der  Österreichischen Akademie der Wissenschaften.